# Harford County

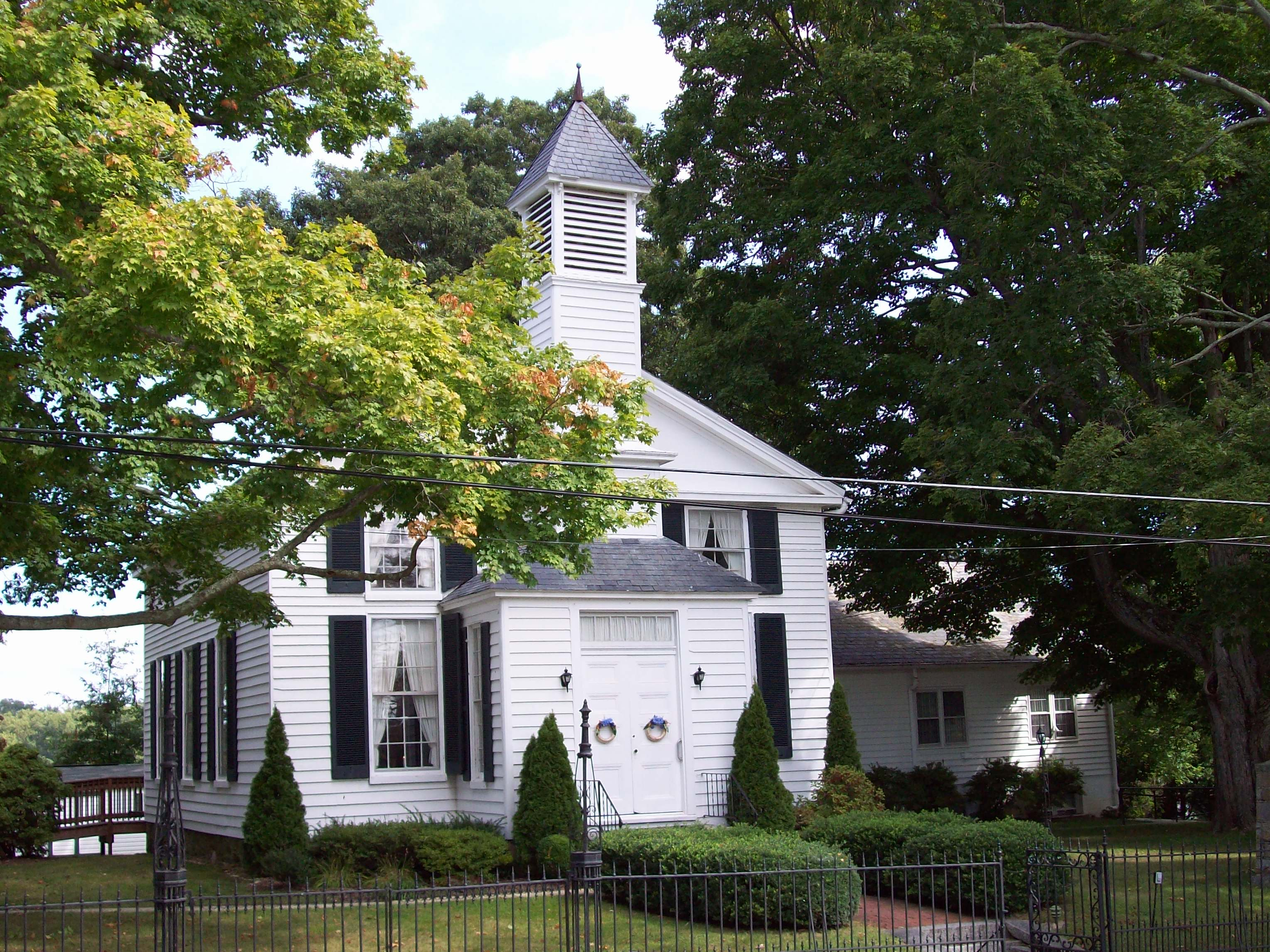
Die Darlington United Methodist Church

Das Harford County ist ein County im US-Bundesstaat Maryland. Der Verwaltungssitz (County Seat) ist Bel Air. Bei der Volkszählung im Jahr 2020 hatte das County 260.924 Einwohner und eine Bevölkerungsdichte von 222,4 Einwohnern pro Quadratkilometer.
Das Harford County ist Bestandteil der Metropolregion Baltimore um die Stadt Baltimore, die südwestlich des Countys liegt.

## Geographie
Harford County wird im Norden durch die Mason-Dixon-Linie von Pennsylvania getrennt. Im Südosten grenzt es an die Nordwestküste der Chesapeake Bay. Harford County hat eine Fläche von 1364 Quadratkilometern; davon sind 191 Quadratkilometer (16,4 Prozent) Wasserflächen. Es grenzt an folgende Countys:
|                  | York County (Pennsylvania) | Lancaster County (Pennsylvania) |
| Baltimore County |                            | Cecil County                    |
|                  |                            | Kent County1                    |

1 - Seegrenze in der Chesapeake Bay

## Geschichte
Das Harford County wurde 1773 aus Teilen des Baltimore County gebildet. Benannt wurde es nach  Henry Harford (1758–1834), dem fünften und letzten Lord Proprietor von Maryland (1771–1776), der bereits als Kind diesen Titel verliehen bekam bekam.

Ein Wohnhaus hat aufgrund seiner geschichtlichen Bedeutung den Status einer National Historic Landmark, das Sion Hill. 79 Bauwerke und Stätten des Countys sind im National Register of Historic Places eingetragen (Stand 14. November 2017).

## Demografische Daten
Nach der Volkszählung im Jahr 2000 lebten im Harford County 218.590 Menschen in 79.667 Haushalten und 60.387 Familien. Die Bevölkerungsdichte betrug 496 Personen pro Quadratkilometer. Ethnisch betrachtet setzte sich die Bevölkerung zusammen aus 86,8 Prozent Weißen, 9,3 Prozent Afroamerikanern, 0,2 Prozent amerikanischen Ureinwohnern, 1,5 Prozent Asiaten und 0,8 Prozent aus anderen ethnischen Gruppen; 1,5 Prozent stammten von zwei oder mehr Ethnien ab. Unabhängig von der ethnischen Zugehörigkeit waren 1,9 Prozent der Bevölkerung spanischer oder lateinamerikanischer Abstammung.
Von den 79.667 Haushalten hatten 38,7 Prozent Kinder unter 18 Jahren, die mit ihnen lebten. 61,9 Prozent waren verheiratete, zusammenlebende Paare, 10,2 Prozent waren allein erziehende Mütter und 24,2 Prozent waren keine Familien. 19,7 Prozent aller Haushalte waren Singlehaushalte und in 6,8 Prozent lebten Menschen im Alter von 65 Jahren oder darüber. Die durchschnittliche Haushaltsgröße lag bei 2,72 und die durchschnittliche Familiengröße bei 3,14 Personen.
27,9 Prozent der Bevölkerung war unter 18 Jahre alt, 6,8 Prozent zwischen 18 und 24, 31,6 Prozent zwischen 25 und 44, 23,7 Prozent zwischen 45 und 64 Jahre alt und 10,1 Prozent waren 65 Jahre oder älter. Das Durchschnittsalter betrug 36 Jahre. Auf 100 weibliche kamen statistisch 96,0 männliche Personen und auf 100 Frauen im Alter von 18 Jahren oder darüber kamen 92,5 Männer.

Das durchschnittliche Einkommen eines Haushaltes betrug 57.234 USD, das einer Familie 63.868 USD. Männer hatten ein durchschnittliches Einkommen von 43.612 USD, Frauen 30.741 USD. Das Prokopfeinkommen lag bei 24.232 USD. Etwa 3,6 Prozent der Familien und 4,9 Prozent der Bevölkerung lebten unterhalb der Armutsgrenze.

## Städte und Gemeinden
| Citys - Aberdeen - Havre de Grace | Town - Bel Air |

Census-designated places (CDP)
| - Aberdeen Proving Ground - Bel Air North - Bel Air South - Edgewood | - Fallston - Jarrettsville - Joppatowne - Perryman | - Pleasant Hills - Riverside |

Unincorporate Communities
| - Abingdon - Belcamp - Cardiff - Churchville - Darlington | - Gunpowder - Castleton - Dublin - Forest Hill - Level | - Norrisville - Pylesville - Street - Whiteford - White Hall |